# Georg Gerlach
Georg Gerlach (* 11. Dezember 1874 in Berlin; † 1962 in Wien) war ein österreichischer Porträt- und Landschaftsmaler des Impressionismus.

## Leben und Werk
Der gebürtige Berliner besuchte nach der Unterrealschule die Graphische Lehr- und Versuchsanstalt in Wien und erhielt gleichzeitig privaten Malunterricht. Seine weitere Ausbildung gestaltete sich mannigfaltig: So studierte er zunächst an der Wiener Akademie der bildenden Künste, in weiterer Folge an der Münchener Kunstschule und der Münchener Akademie; weiters wurde er am Österreichischen Museum für Kunst und Industrie ausgebildet. Er stellte seine Werke, welche dem Impressionismus zuzuzählen sind, vor allem im Wiener Künstlerhaus, dem Hagenbund und in der Wiener Secession aus. Seine Hauptmotive waren belebte Landschaften sowie Blumen. Studienreisen führten Gerlach nach Deutschland, Frankreich und Italien. Während des Ersten Weltkrieges war er als Kriegsmaler im k.u.k. Kriegspressequartier tätig (ab 10. März 1917), wobei er hauptsächlich an der italienischen Front und hier vor allem im Frontabschnitt zwischen Adelsberg und Udine arbeitete.
Um 1933 hatte Gerlach sein Atelier in Wien-Döbling, Pyrkergasse 7. Er verstarb 1962 in Wien.

## Werke (Auswahl)
- Wiener Straßenszene anläßlich des Begräbnisses Kaiser Franz Joseph I., 1916, Öl auf Karton, 33,5 × 22,5 cm, Heeresgeschichtliches Museum, Wien[4]
- Gosausee mit Blick auf den Dachstein, Öl auf Leinwand, ca. 70 × 100 cm[5]
- Porträt einer Bäuerin in Tracht, um 1904, Öl auf Leinwand, 32 × 26 cm[6]